# JAMA Pediatrics
JAMA Pediatrics è una rivista medica mensile sottoposta a revisione paritaria e pubblicata dall'American Medical Association. Tratta tutti gli aspetti della pediatria.
La rivista è stata fondata nel 1911 col nome di American Journal of Diseases of Children e ribattezzata nel 1994 col titolo di Archives of Pediatrics & Adolescent Medicine, prima di ottenere il titolo attuale nel 2013.
Il caporedattore e fondatore della rivista nel 1911 fu Abraham Jacobi. Gli articoli di quel primo volume della rivista erano per lo più studi osservazionali incentrati sulle principali cause di malattia e morte nei bambini all'inizio del XX secolo.
L'attuale caporedattore è Dimitri A. Christakis (Università di Washington).
Secondo il Journal Citation Reports, il fattore di impatto della rivista nel 2023 è stato pari a 24,7, valore che l'ha collocata al primo posto nella categoria pediatrica.

## Storia del titolo
| Titolo                                          | Anno      | ISSN      |
| ----------------------------------------------- | --------- | --------- |
| JAMA Pediatrics                                 | 2013–     | 2168-6211 |
| Archives of Pediatrics & Adolescent Medicine    | 1994–2012 | 1072-4710 |
| American Journal of Diseases of Children (1960) | 1960–1993 | 0002-922X |
| A.M.A. Journal of Diseases of Children          | 1956–1960 | 0096-6916 |
| A.M.A. American Journal of Diseases of Children | 1950–1955 | 0096-8994 |
| American Journal of Diseases of Children (1911) | 1911–1950 | 0096-8994 |

## Indicizzazione
Gli abstract e gli articoli della rivista sono indicizzati da 